# Heteropterys pauciflora
Heteropterys pauciflora là một loài thực vật có hoa trong họ Malpighiaceae. Loài này được (A.Juss.) A.Juss. mô tả khoa học đầu tiên năm 1840.